# آرمادیلوی نه‌نواره
آرمادیلوی نه‌نواره (نام علمی: Dasypus novemcinctus) نام یک گونه از سرده پشمینه‌پاها است.